# Semorina
Semorina es un género de arañas araneomorfas de la familia Salticidae. Se encuentra en Sudamérica.   

## Especies
Según The World Spider Catalog 12.5::
- Semorina brachychelyne Crane, 1949
- Semorina iris Simon, 1901
- Semorina lineata Mello-Leitão, 1945
- Semorina megachelyne Crane, 1949
- Semorina seminuda Simon, 1901